# Alfred Thooris
 (janvier 2013).
Si vous disposez d'ouvrages ou d'articles de référence ou si vous connaissez des sites web de qualité traitant du thème abordé ici, merci de compléter l'article en donnant les références utiles à sa vérifiabilité et en les liant à la section « Notes et références ».
Alfred Eugène Auguste Thooris, né le 15/07/1866 à Hazebrouck (Nord) et mort le 07/01/1956 à Paris, est un médecin français.

## Biographie
Alfred Thooris est un des pionniers français de la morphopsychologie théorique et appliquée. C'est un des représentants les plus marquants de l'école morphologique française avec Claude Sigaud et Léon Mac-Auliffe. Il collabore également aux travaux de l’Abbé Rousselot au laboratoire de phonétique expérimentale du Collège de France, contribuant alors à la Revue de phonétique. Il se rapproche ensuite de la Fédération française d'éducation physique vouée à l'hébertisme. Beaucoup de ses ouvrages - publié en général sous le pseudonyme de docteur Van Borre - sont consacrés aux activités physiques et sportives. 

## Ouvrages
- Analyse d'un vœu relatif à l'annexion de l'histoire des religions et de la suggestion mentale aux programmes d'études dans les classes supérieures, 1902
- Conférence sur le criticisme ,... à propos du centenaire de Kant Impr. nouvelle (Association ouvrière) 1904
- La campagne de Madagascar, Le Bigot frères 1906
- L'hypnose d'après les expériences de Pavloff, son mécanisme inhibiteur, impr. de Terrier frères
- La philosophie du monisme : le monisme logique. Préface de Georges Lyon, édition de "Lille-Université"
- Du traitement cinétique des épanchements traumatiques du genou, impr. de R. Tancrède 1909
- Mensuration du champ respiratoire (cormométrie), J.-B. Baillière et fils 1911
- La vie par le stade. Préface du professeur Félix Lejars, Paris, Legrand, 1924.
- Le chant humain Préface du professeur Arsène d'Arsonval, Librairie scientifique A. Legrand, 1927.
- Morphologie des grands hommes, Napoléon premier. A. Legrand, 1927.
- La médecine morphologique. Doin, 1937
- La Méthode naturelle. Vuibert, 1940.
- Manuel de gymnastique corrective et de traitement respiratoire (en collaboration avec André de Sambucy). F. Chauvin, 1943
- Pédagogie du nourrisson et du premier âge., Paris,  G. Doin, 1947
- La morphologie appliquée à l'éducation physique. Fédération française d'éducation physique, Baillière, 1948
- Gymnastique et massage médicaux, G. Doin, 1951
- La valeur physique de l'homme et son estimation. Fédération française d'éducation physique, Baillière, 1951.

Il préface ensuite plusieurs ouvrages scientifiques.

## Iconographie
- Mr le médecin principal Thooris, président de la commission scientifique de la F.F.A. : [photographie de presse] / Agence Meurisse